# Патерсон, Эрик
Эрик Эван Патерсон (англ. Eric Evan Paterson; 11 сентября 1929, Эдмонтон — 14 января 2014, Шервуд-Парк, Альберта) — канадский хоккеист, чемпион Олимпийских игр в Осло (1952).

## Спортивная карьера
В течение двух сезонов играл на позиции вратаря в клубе «Edmonton Maple Leafs» в юниорской хоккейной лиге Эдмонтона. Затем провел сезон а клубе Regina Caps в старшей хоккейной лиге Западной Канады. Перейдя в Edmonton Mercurys, оказался в составе национальной сборной на зимних Олимпийских играх в Осло (1952), на которых канадцы стали чемпионами. На турнире он провел три матча, во всех канадцы одержали победу.
В сезоне 1953/54 выступал за «Nelson Maple Leafs» из Западной интернациональной хоккейной лиги, а в сезоне 1958/59 — за «Эдмонтон Флайерз» из Западной хоккейной лиги, проведя несколько матчей в составе «Rossland Warriors» из Западной Межуниверситетской Хоккейной Лиги (WIHL), после чего завершил свою игровую карьеру.
Как член олимпийской сборной в 1968 г. был введен в Зал славы музея спорта провинции Альберта.